# Zakon Rycerzy Jezusa Chrystusa (Parma)

Symbol zakonu

Zakon Rycerzy Jezusa Chrystusa z Parmy założony został w 1233 roku przez dominikanina Bartłomieja z Vicenzy. 
Zakon miał charakter podobny jak Zakon Rycerzy Jezusa Chrystusa z Langwedocji. Zatwierdzony został przez papieża Grzegorza IX w 1235 roku. Do zakonu były przyjmowane tylko osoby pochodzenia szlacheckiego. Członkowie zakonu nie mieszkali razem, mogli posiadać żony i dzieci oraz nie składali ślubu ubóstwa, dzięki czemu mogli zachować osobisty majątek. Przewodnictwo duchowe zapewniali im dominikanie. Celem zakonu była obrona wiary katolickiej przed heretykami. 
Przestali istnieć w 1261 roku, a ich majątek został przekazany Zakonowi Błogosławionej i Cudownej Maryi Panny. Członkowie zakonu przeszli do Trzeciego Zakonu Św. Dominika, a ich zgromadzenie przestało mieć charakter militarny. 
Strój członków zakonu był analogiczny do stroju dominikańskiego: biała tunika i czarny płaszcz. Wyróżniał ich czarno-biały krzyż na tunice na lewej piersi.